# Benini Népköztársaság
A Benini Népköztársaság (franciául: République Populaire du Bénin) szocialista állam volt a hidegháborús időszakban. 1975-ben kiáltották ki a Népköztársaságot, majd 1990-ben felhagyott a marxista szovjetpolitikával. 

Benin zászlaja 1975 és 1990 között

Mathieu Kérékou pártjának, a Benini Forradalmi Párt zászlaja

## Előzmények
1972-ben Kérékou államcsínyt hajtott végre és feloszlatta az országgyűlést, felfüggesztette az alkotmányt. 1972. november 30-án megújult a területi közigazgatás. 1974-ben beszédet mondott, melyben bejelentette, hogy a kormány és az állam marxista-leninista irányzatot fog követni. A Szovjetunió támogatásával megalakult Kérékou pártja, a Benini Forradalmi Párt. A Pártot kinyilvánították az ország egyetlen legális pártjának.

## Az új állam politikája
1975-ben Kérékou Dahomey-t átnevezte Beninre (utalva a virágzó Benini Birodalomra). A kommunista állam első éveit a tisztogatások jellemezték. Mathieu Kérékou elnök elítélte és sokszor kivégezte politikai ellenfeleit. Az alkotmányt augusztus 26-án fogadták el. Az ellenzék nagyon gyenge volt, sőt nem is volt igazából. A politikusokat évekig tartották megfigyelés alatt. A választásokat pedig Kérékou egyedi kedve szerint rendezték. A kormány és az állam vallásellenes, ateista volt. Benin más afrikai kommunista országoktól (például Kongótól, Mozambiktól) csekély támogatást kapott. Az országot leginkább a Szovjetunió, Kuba és Észak-Korea támogatta. 

## Gazdasága
Benini Népköztársaság rendkívül szegény állam volt. A korrupció és a rossz gazdasági igazgatás tönkretette az országot. A tervgazdálkodás és a túlzott iparosítás élelmiszerhiányt és eladósodást eredményezett. 1980 és 1985 között az ország adóssága a duplájára nőtt (20 millióról 49 millióra). 1979-ben tartották meg az első választást, amit természetesen Kérékou nyert meg, majd az 1984-ben újra választották. 1986-ra a benini gazdaság kritikussá vált: a rendszert a marxizmus-beninizmusnak gúnyolták. A mezőgazdaság elhanyagolt és rendezetlen állapotban volt. A bankhálózatok tönkrementek. Az országos fejlesztési tervek pedig a költségvetés hiánya miatt megbénultak. Az egyház és a szakszervezetek szembeálltak a rezsimmel. Az IMF megpróbált segíteni az államon. Anyagi segítséget nyújtottak az államnak, cserébe elvárták az állami költségvetések csökkentését, adóreformot, az állami vállalkozások átszervezését. Benin GDP-je nagyjából 2000 USD volt, ami 0,3%-kal növekedett 1975 és 1990 között. Noha alacsony ez a szám, azért a többi afrikai kommunista országhoz képest ez a szám jónak számít és sikerült felzárkóznia a Szaharától délre lévő afrikai államokhoz.

## A rendszer bukása
A 80-as években eluralkodó társadalmi és politikai zavarok, a gyenge gazdasági tényezők illetve a kommunista rezsimek bukása miatt Benin elvesztette az összes szövetségesét. 1990-ben felállítottak egy átmeneti kormányt, ami előkészítette az utat a többpártrendszer megvalósításához. 1990. február 21-én Kérékou elismerte politikai kudarcait, az elnök megszüntette a kommunista rezsimet. Az új alkotmány az ország nevét Benini Népköztársaságról Beninre nevezte át. 1991-es választásokat Nicephore Soglo elsöprő többséggel megnyerte. Majd 1996-ban újra Kérékou került hatalomra, habár elvesztette a hitét a kommunizmusban és az ateizmusban, evangélikussá vált, Kérékou nem állította vissza a kommunista rendszert.

## Fordítás
- Ez a szócikk részben vagy egészben  a   People's Republic of Benin című angol Wikipédia-szócikk fordításán alapul.  Az eredeti cikk szerkesztőit annak laptörténete sorolja fel. Ez a jelzés csupán a megfogalmazás eredetét és a szerzői jogokat jelzi, nem szolgál a cikkben szereplő információk forrásmegjelöléseként.